# Szewce (gromada w powiecie trzebnickim)
Szewce – dawna gromada, czyli najmniejsza jednostka podziału terytorialnego Polskiej Rzeczypospolitej Ludowej w latach 1954–1972.
Gromady, z gromadzkimi radami narodowymi (GRN) jako organami władzy najniższego stopnia na wsi, funkcjonowały od reformy reorganizującej administrację wiejską przeprowadzonej jesienią 1954 do momentu ich zniesienia z dniem 1 stycznia 1973, tym samym wypierając organizację gminną w latach 1954–1972.
Gromadę Szewce z siedzibą GRN w Szewcach utworzono – jako jedną z 8759 gromad na obszarze Polski – w powiecie trzebnickim w woj. wrocławskim, na mocy uchwały nr 29/54 WRN we Wrocławiu z dnia 2 października 1954. W skład jednostki weszły obszary dotychczasowych gromad Szewce i Paniowice ze zniesionej gminy Oborniki Śląskie oraz Ozorowice ze zniesionej gminy Wisznia Mała w tymże powiecie. Dla gromady ustalono 11 członków gromadzkiej rady narodowej.
1 stycznia 1960 gromadę Szewce zniesiono, a jej obszar połączono z gromadą Pęgów w tymże powiecie, tworząc nową gromadę Pęgów tamże (de facto gminę Szewce włączono do gromady Pęgów).